# Craigia
Craigia é um género botânico pertencente à família Malvaceae.

## Espécies
- Craigia kwangsiensis
- Craigia yunnanensis

- Commons

1. ↑  «Craigia — World Flora Online». www.worldfloraonline.org. Consultado em 19 de agosto de 2020